# Jezioro Luchowskie Wielkie
Jezioro Luchowskie Wielkie – jezioro w woj. wielkopolskim, w powiecie pilskim, w gminie Łobżenica, leżące na terenie Pojezierza Południowokrajeńskiego.
Na północno-wschodnim brzegu jeziora zlokalizowana jest plaża z pomostem. Około 2 km na północ znajduje się Jezioro Luchowskie.

## Dane morfometryczne
Powierzchnia zwierciadła wody według różnych źródeł wynosi od 28,4 ha przez 28,5 ha do 32,63 ha (lustra wody i ogólna).
Zwierciadło wody położone jest na wysokości 95,2 m n.p.m. lub 94,8 m n.p.m. Średnia głębokość jeziora wynosi 6,3 m, natomiast głębokość maksymalna 13,8 m.

## Hydronimia
Według spisu opracowanego przez Komisję Nazw Miejscowości i Obiektów Fizjograficznych (KNMiOF) nazwa tego jeziora to Jezioro Luchowskie Wielkie. W różnych publikacjach i na mapach topograficznych jezioro to występuje pod nazwą Luchowskie lub podawana jest oboczna nazwa Wielkie.
Dane z państwowego rejestru nazw geograficznych podają dwie oboczne nazwy tego jeziora: Jezioro Luchowskie i Jezioro Wielkie.